# Parc d'État de Hugh Taylor Birch
Pour les articles homonymes, voir Birch.
Le Parc d'État de Hugh Taylor Birch (anglais : Hugh Taylor Birch State Park) est une réserve naturelle située près de Fort Lauderdale, dans le comté de Broward, Floride, États-Unis. Ce parc de 66 ha est situé entre la Florida State Road A1A et la Intracoastal Waterway.